# Hexachaeta nigripes
Hexachaeta nigripes är en tvåvingeart som beskrevs av Erich Martin Hering 1938. Hexachaeta nigripes ingår i släktet Hexachaeta och familjen borrflugor. Inga underarter finns listade i Catalogue of Life.